# Nicolás González Chaves
Nicolás María González Chaves fue un escritor colombiano del siglo XIX.
Hijo de los bogotanos Francisco Javier González y Millán y Petronila Chaves Sáenz, se casó con la también bogotana Vicenta de Castillo Escallón. Nació el 10 de septiembre de 1817 en Santafé de Bogotá (virreinato de Nueva Granada) y murió en Tours (Francia) a inicios de junio de 1878.
Dedicado a la escritura y la investigación de la historia y geología, fue autor de obras como el cuaderno Reseña histórica de las disposiciones civiles y canónicas relacionadas con las manos muertas, publicada en su ciudad natal en 1861. Luego, siendo doctor publicó en Bogotá Caracteres mineralógicos de algunos metales y otras sustancias fósiles, en 1866.
Al fallecer dejó una obra inédita sobre la independencia de Colombia donde uso cuadros y revistas cronológicas precisas y abundante documentación. Su viuda hizo publicar el primer volumen de aquella obra en la que dedicó muchos esfuerzos, llamada  Estudio cronológico de la guerra de la independencia de la antigua Colombia: Primera parte: Hechos militares, en 1879 en París. Al año siguiente se le unió una segunda parte para complementar.